# Astaena nigrona
Astaena nigrona är en skalbaggsart som beskrevs av Saylor 1947. Astaena nigrona ingår i släktet Astaena och familjen Melolonthidae. Inga underarter finns listade.